# День Потсдама

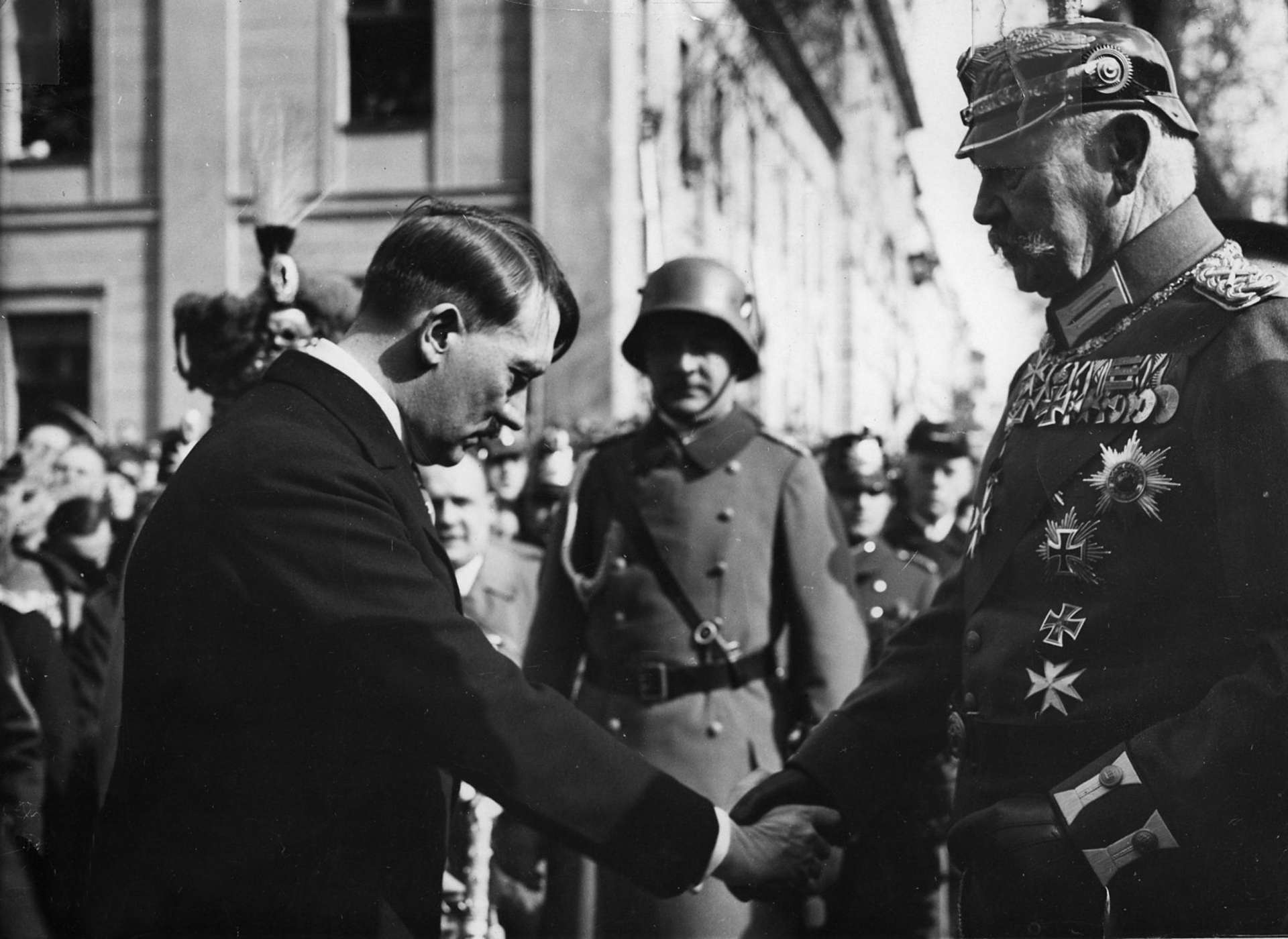
Поклон Адольфа Гитлера призван продемонстрировать покорность рейхсканцлера рейхспрезиденту Паулю фон Гинденбургу

«День Потсдама» (нем. Tag von Potsdam, в национал-социалистической пропаганде также «день национального обновления» (нем. Tag der nationalen Erneuerung) — организованная национал-социалистами торжественная церемония, состоявшаяся 21 марта 1933 года в Потсдаме по случаю созыва нового рейхстага. Приход национал-социалистов к власти увязывался в прусско-германский контекст, что, как предполагалось, должно было обеспечить поддержку режима внутри страны и за рубежом.
5 марта 1933 года прошли выборы в новый рейхстаг. После поджога Рейхстага, произошедшего в ночь на 28 февраля того же года, в котором национал-социалисты обвинили коммунистов, НСДАП улучшила свои показатели на выборах, но не набрала абсолютного большинства голосов. Чтобы создать коалицию, способную сформировать правительство, НСДАП была вынуждена пойти на переговоры с правой националистической партией — Немецкой национальной народной партией.
Руководство НСДАП также планировало внести в рейхстаг проект закона «О преодолении бедственного положения народа и рейха», вносивший изменения в конституцию Веймарской республики. Но для этого требовалось большинство в две трети голосов в рейхстаге. Чтобы получить его, необходимо было заполучить на свою сторону депутатов рейхстага от либеральных партий, партии Центра и Немецкой национальной народной партии.

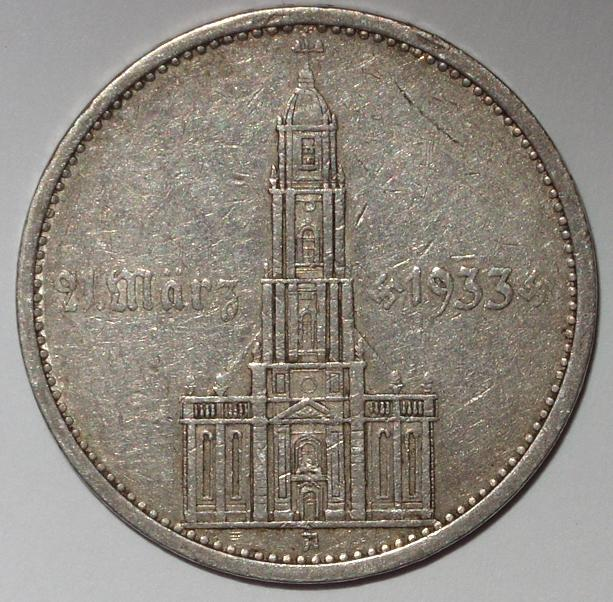
Монета в 5 рейхсмарок 1934 года с изображением гарнизонной церкви и датой «дня Потсдама»

Программой торжеств предусматривались богослужения: для рейхспрезидента и депутатов протестантского вероисповедания — в потсдамской Николаикирхе, а для депутатов-католиков — в католической городской приходской церкви, за которыми после триумфального шествия по городу планировалась торжественная церемония в потсдамской гарнизонной церкви. Ход торжественных мероприятий транслировался по радио.
Открытие работы нового рейхстага, основное событие, послужившее поводом для торжеств, было также включено в сценарий. Ключевым моментом дня стала встреча рейхсканцлера Адольфа Гитлера и рейхспрезидента Пауля фон Гинденбурга перед гарнизонной церковью. Гитлер, не в военной форме, а в визитке и цилиндре, покорно низко склонил голову перед рейхспрезидентом. Их встречу венчало историческое рукопожатие.

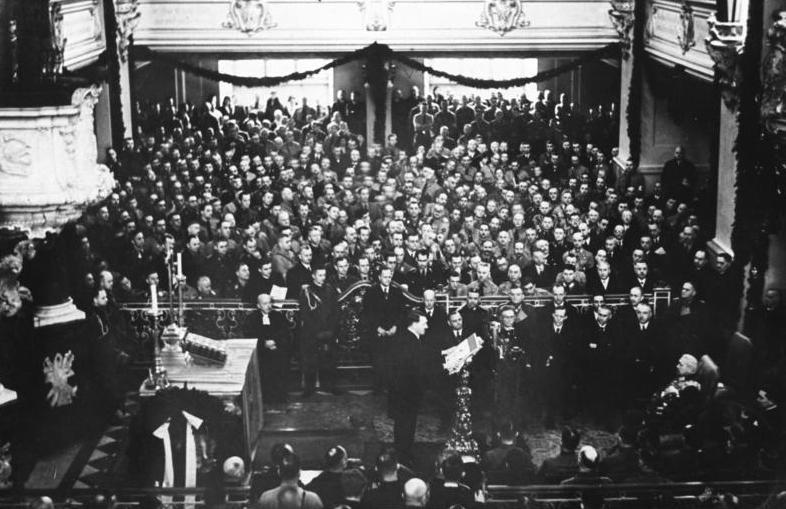
Речь Гитлера в гарнизонной церкви

В «день Потсдама» национал-социалисты надеялись продемонстрировать символическую преемственность прусско-германской истории, где Гитлер встаёт в один ряд с Фридрихом Великим, Отто Бисмарком и Гинденбургом. Так национал-социалисты стремились заручиться необходимыми голосами и поддержкой народа для принятия нарушающего конституцию закона.
Город Потсдам был выбран неспроста. Бывшая резиденция прусских королей символизировала славу прежней Германии, с которой хотел ассоциировать себя новый режим. 21 марта было выбрано потому, что в этот день в 1871 году был учреждён первый рейхстаг кайзеровской Германии. Автором программы «дня Потсдама» стал министр пропаганды Йозеф Геббельс, для которого эти мероприятия стали первым крупным постановочным мероприятием.
В сцене между рейхспрезидентом и рейхсканцлером Гитлер продемонстрировал подчинение популярному герою войны, отцу нации и исторической фигуре. Кроме того, этот жест должен был показать членам Немецкой националистической народной партии, почитавшей Гинденбурга, что Гитлер контролируем. Пожимая руку бывшему ефрейтору Гитлеру, Гинденбург признавал его в качестве военного, который может в будущем занимать пост главнокомандующего. Буржуазным слоям общества, потерявшим спокойствие от радикальных выходок Гитлера, внушалось, что настоящим главой государства по-прежнему является Гинденбург, а Гитлер не несёт никакой опасности.

## Последствия
Социал-демократическая партия Германии не принимала участия в торжественных мероприятиях, члены Коммунистической партии Германии, а также некоторые члены руководства СДПГ не могли присутствовать на церемонии, поскольку, по словам Вильгельма Фрика, были заняты «на общественно-полезных работах в концентрационных лагерях». Когда 23 марта 1933 года новый рейхстаг собрался на чтение и голосование по закону о предоставлении дополнительных полномочий правительству, против голосовали только члены СДПГ. Даже либералы не смогли отказать Гитлеру. Тем самым закон, предоставлявший имперскому правительству законодательные полномочия («Закон о ликвидации бедственного положения народа и государства»),  удалось принять уверенным большинством. В речах депутатов перед голосованием часто упоминалась торжественная церемония, состоявшаяся двумя днями ранее.
Пропагандистские усилия НСДАП привели к упрощённому, частично сохранившемуся и в настоящее время восприятию 500-летней истории Пруссии и Бранденбурга, сведённой в результате к помпезности, маршам, парадам, оружию и униформе.